# Sim (album)
Pour les articles homonymes, voir Sim (homonymie).
Sim est le troisième album de la chanteuse et compositrice brésilienne Vanessa da Mata, sorti en 2007. Il fait partie des meilleures ventes d'album au Brésil à sa sortie. L'album est lancé en 2008 en Espagne.

## Liste des chansons
1. Vermelho (Vanessa da Mata) – 3:44
2. Fugiu com a novela (Vanessa da Mata) – 3:16
3. Baú (Vanessa da Mata) – 4:25
4. Boa Sorte/Good Luck (avec Ben Harper) (Vanessa da Mata et Ben Harper) – 3:55
5. Amado (Vanessa da Mata et Marcelo Jeneci) – 4:11
6. Pirraça (Vanessa da Mata et Kassin) – 3:25
7. Você vai me destruir (Vanessa da Mata et Fernando Catatau) – 4:31
8. Absurdo (Vanessa da Mata) – 3:27
9. Quem irá nos proteger (Vanessa da Mata) – 3:50
10. Ilegais (Vanessa da Mata) – 3:51
11. Quando um homem tem uma mangueira no quintal (Vanessa da Mata) – 2:13
12. Meu Deus (Vanessa da Mata) – 4:56
13. Minha herança: uma flor (Vanessa da Mata) – 3:33

## Distinctions
- Prêmio da Música Brasileira (pt) 2008 : album nommé dans la catégorie meilleur album[3]

## Classement
| Classement (2008) | Meilleure place |
| ----------------- | --------------- |
| Portugal          | 3               |